# Erich Kaufmann (Jurist)

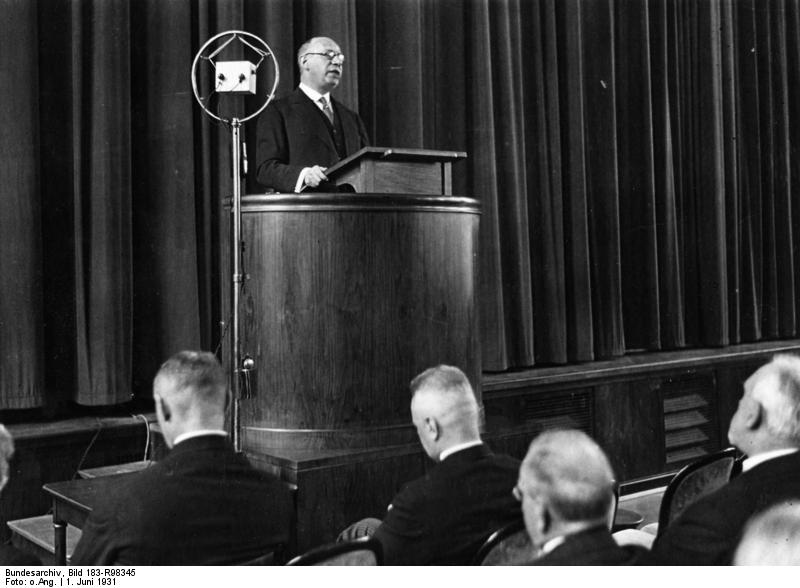
Erich Kaufmann auf der Hauptversammlung der Kaiser-Wilhelm-Gesellschaft (1931)

Erich Kaufmann (* 21. September 1880 in Demmin; † 11. November 1972 in Heidelberg) war als Jurist einer der führenden Staats- und Völkerrechtler der Weimarer Zeit und der frühen Bundesrepublik. Der Jurist bezog in dem Methodenstreit der Weimarer Staatsrechtslehre Stellung gegen den positivistischen Neukantianismus. Kaufmann war ein Verfechter des klassischen Naturrechts und ein Befürworter einer ontologischen und metaphysischen Betrachtungsweise des Rechts. Während der Zeit des Nationalsozialismus wurde Kaufmann wegen seiner Herkunft aus einer Familie jüdischen Glaubens als „Jude“ verfolgt. Besonders aktiv war dabei sein Konkurrent, der Juraprofessor Carl Schmitt. Kaufmann verlor seine berufliche Existenz und musste 1938 ins Ausland flüchten.

## Leben und Werk
Kaufmann besuchte das Französische Gymnasium zu Berlin und verfolgte zunächst das Ziel, Literaturgeschichte und Philosophie zu studieren. Er wechselte aber zum Rechtsstudium und verbrachte seine Studienzeit in Heidelberg und Freiburg, unter anderem bei Georg Jellinek. Von dessen wissenschaftlichen Stil ist auch seine Promotion in Halle (1906) geprägt, eine Auseinandersetzung vor allem mit dem Werk Friedrich Julius Stahls, die zunächst als Auftakt eines dann unvollendeten dreibändigen Werkes angekündigt war.
Im Jahr 1908 habilitierte sich Kaufmann in Kiel über ein rechtsvergleichendes Thema bei Albert Hänel. Im Jahr 1911 schloss sich sein am meisten missverstandenes Werk über die clausula rebus sic stantibus im Völkerrecht an, das oft im Sinne eines zynischen Machtpositivismus gedeutet wurde.
Kaufmann wurde 1912 zunächst außerordentlicher Professor in Kiel und dann 1913 ordentlicher Professor in Königsberg. In seinem Handwörterbuch-Artikel über das Verwaltungsrecht wandte er sich gegen das von Otto Mayer vertretene, französisch beeinflusste Verständnis dieser Disziplin.
Im Ersten Weltkrieg diente Kaufmann als bayerischer Artillerieoffizier an der Front und wurde schwer verwundet. Im Jahr 1917 wurde er nach Berlin berufen, wechselte aber 1920 nach Bonn. Nachdem er 1921 in einer stellenweise polemischen Schrift die neukantianische Rechtsphilosophie grundlegend kritisiert hatte, wandte er sich vor allem der Praxis zu. Kaufmann diente dem Auswärtigen Amt als Berater, zunächst in den Beziehungen zu den osteuropäischen Ländern, dann auch im Zusammenhang mit dem Dawes-Plan. Außerdem vertrat er das Deutsche Reich, die Freie Stadt Danzig und die Republik Österreich vor dem Ständigen Internationalen Gerichtshof in Den Haag. 1927 kehrte Kaufmann nach Berlin zurück und wurde Honorarprofessor an der Universität. 1933 wurde er noch ordentlicher Professor.
Nach der sogenannten Machtergreifung begannen die Nationalsozialisten, Erich Kaufmann wegen seiner jüdischen Herkunft zu verfolgen. Er und seine Frau galten als Juden, obwohl beide evangelisch getauft waren. Der nationalsozialistische Rechtsprofessor Carl Schmitt betrieb die Vertreibung seines Kollegen von der Berliner Universität. Schmitt erreichte die ‚Entpflichtung‘ als Honorarprofessor und verhinderte einen weiteren Lehrauftrag, der Kaufmann als Ergebnis eines Vergleiches mit dem Kultusministerium zugestanden werden sollte, mit einem denunziatorischen Brief an das Kultusministerium:

Prof. Kaufmann ist zweifellos ein ganz ungewöhnliches Beispiel jüdischer Anpassung. Er ist Volljude, aber es ist ihm gelungen, sein Judentum, das auf manchen besonders aufreizend wirkt, gegenüber anderen mit größtem Erfolg zu verbergen und durch lautes Bekenntnis zum Deutschtum zu verbergen … Für deutsches Empfinden ist eine solche ganz auf Verschweigung der Abstammung und Tarnung angelegte Existenz schwer begreiflich. Sie muß unvermeidlich zu moralisch unmöglichen Situationen führen … Jeder deutsche Student, dem ein solcher Mann vom Staat als Lehrer des Rechts für die wichtigsten Gebiete vorgesetzt würde, müßte entweder dessen Tarnungskunst erliegen, oder aber, wenn er die Tarnung durchschaut, an dem nationalen Sozialismus irre werden …
Kaufmann wurde 1934 trotz heftiger Gegenwehr unter Zuhilfenahme des Gesetzes zur Wiederherstellung des Berufsbeamtentums entlassen. Es gelang ihm in der Folgezeit, einen Kreis von Schülern in seinem Haus in Berlin-Nikolassee zu sammeln („Nikolasseer Seminare“). Nach der Reichspogromnacht 1938 floh er nach Holland, wo er sich während des Zweiten Weltkriegs versteckt hielt. In die dreißiger Jahre fällt die Veröffentlichung der Vorlesungen an der Haager Akademie für Völkerrecht aus dem Sommer 1935, die Règles générales du Droit de la Paix, die als seine wohl am meisten systematische Arbeit und letzte große zusammenhängende Darlegung der Probleme von Staat und Recht gilt.
Schon 1946 kehrte Kaufmann nach Deutschland zurück und war von 1947 bis zur Emeritierung 1950 ordentlicher Professor in München. Außerdem war er Direktor des Instituts für Völkerrecht und Dekan der Juristischen Fakultät.
Im Wilhelmstraßen-Prozess (1947–1949) fungierte Kaufmann als von der Verteidigung Ernst von Weizsäckers berufener sachverständiger Zeuge. In diesem Zusammenhang versuchte Robert Kempner Kaufmanns Glaubwürdigkeit zu beschädigen, indem er Zitate aus früheren Schriften Kaufmanns zusammentrug, die bellizistischen und nationalistischen Charakters waren. Zudem wies Kempner darauf hin, dass Kaufmann nur emeritiert wurde und 1939 in die Niederlande emigrieren konnte, statt wie andere Juden während des Krieges in den Osten deportiert zu werden, was ihn nach Kempers Auffassung verdächtig machen würde.
Von 1950 bis 1958 diente er dem Bundeskanzleramt und dem Auswärtigen Amt als Berater und war Honorarprofessor in Bonn. Er war von 1949 bis 1955 Mitglied des „Heidelberger Juristenkreises“, einer Lobbygruppe, die sich für eine Amnestie von NS-Verbrechern einsetzte. Sein letztes Lebensjahrzehnt verbrachte er in Heidelberg.
Kaufmann war Träger zahlreicher Ehrungen, unter anderem zweier Ehrendoktorwürden aus Kiel und München. Er war Mitglied des Ordens Pour le Mérite für Wissenschaft und Künste, dessen Kanzler er von 1959 bis 1963 war, sowie Träger des Großen Verdienstkreuzes des Verdienstordens der Bundesrepublik Deutschland mit Stern und Schulterband. Im Jahr 1960 erhielt er die Harnack-Medaille der Max-Planck-Gesellschaft. Seit 1951 war er korrespondierendes Mitglied der Bayerischen Akademie der Wissenschaften. Der Heidelberger Akademie der Wissenschaften gehörte er seit 1960 als ordentliches Mitglied an.
Erich Kaufmann ist im Familiengrab der Familie Pankok auf dem Friedhof am Auberg der Evangelischen Kirchengemeinde Saarn in Mülheim an der Ruhr begraben. Er war verheiratet mit Hedwig ("Hede") Kaufmann, der Schwester von Adolf Pankok und Otto Pankok. Die Ehe blieb kinderlos.

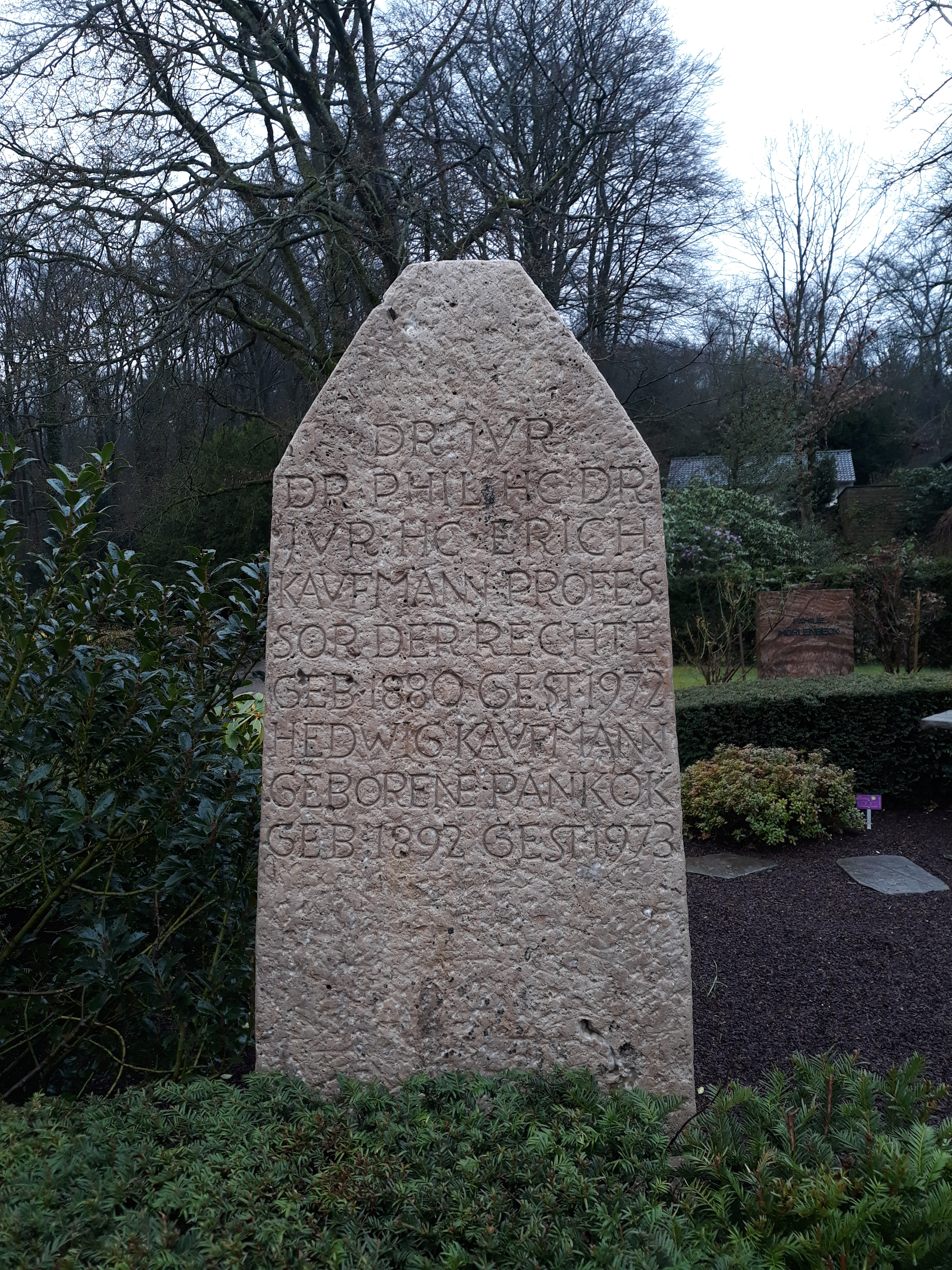
Das Grab von Erich Kaufmann und Ehefrau Hedwig geborene Pankok im Familiengrab Pankok auf dem Friedhof am Auberg in Mülheim an der Ruhr.

## Schriften (Auswahl)
- Studien zur Staatslehre des monarchischen Prinzips (Einleitung: Die historischen und philosophischen Grundlagen). Hallesche Inauguraldissertation. 1906.
- Auswärtige Gewalt und Kolonialgewalt in den Vereinigten Staaten von Amerika. Eine rechtsvergleichende Studie über die Grundlagen des amerikanischen und deutschen Verfassungsrechts. 1908.
- Das Wesen des Völkerrechts und die Clausula rebus sic stantibus. Rechtsphilosophische Studie zum Rechts-, Staats- und Vertragsbegriff. 1911.
- Verwaltung, Verwaltungsrecht (Wörterbuch des deutschen Staats- und Verwaltungsrechts). herausgegeben von Stengel-Fleischmann. Bd. III, 1914.
- Bismarcks Erbe in der Reichsverfassung. 1917.
- Kritik der neukantischen Rechtsphilosophie. Eine Betrachtung über die Beziehungen zwischen Philosophie und Rechtswissenschaft. 1921.
- Die Problematik des Volkswillens. 1931.
- Règles générales du Droit de la Paix. (Recueil des Cours. Académie de Droit international, 1936), 1936.

Die Gesammelten Schriften wurden 1960 in drei Bänden vorgelegt.